# Joseph Édouard de La Motte-Rouge
Pour les articles homonymes, voir La Motte.
Joseph Édouard de La Motte-Rouge (né à Pléneuf-Val-André, dans les Côtes-du-Nord le 3 février 1804, mort au château de la Motte-Rouge à Hénansal, dans le même département, le 29 janvier 1883) est un général et homme politique français.

## États de service
Formé à l’École militaire de Saint-Cyr de 1819 à 1821, il est affecté à l'expédition d'Espagne comme sous-lieutenant au 22e bataillon d'infanterie de ligne. Il assiste aux combats de la Corogne et de Saint-Sébastien, et fait partie des forces d'occupation à la division de Madrid jusqu'en 1825.
En 1830, lors de la révolution belge, il est affecté à l'armée du Nord du maréchal Gérard et prend part aux combats contre le royaume de Hollande, qui se terminent par la prise d'Anvers (décembre 1832) : il est promu capitaine.
Le 15 juillet 1848 il est nommé colonel du 19e régiment d'infanterie légère.
Après diverses affectations dans le Nord de la France, il est nommé général de brigade après le coup d'État de 1851. Affecté à Varna pendant la guerre de Crimée (1853), il prend part à la bataille de l'Alma, s'illustre même à la bataille d'Inkerman et à celle de Sébastopol. Promu général de division en juin 1855, il reçoit le commandement de la 2e division de l'Armée d'Orient, est deux fois blessé lors de l'assaut général qui termine la bataille de Traktir.

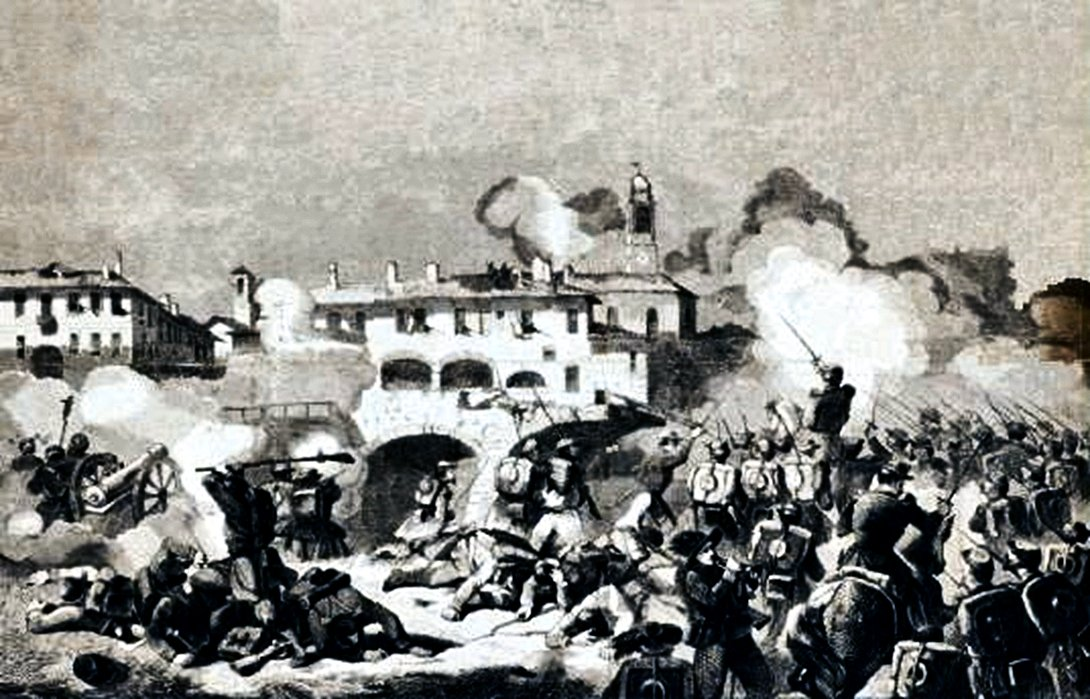
Prise de Buffalora lors de la bataille de Magenta (1859), un des hauts-faits du général de la Motte-Rouge.

Après avoir été commandant de la 15e division militaire à Nantes, on le retrouve commandant la 1re division du 2e corps d'armée de Mac-Mahon au début de la campagne d'Italie (1859). Sa division combat aux batailles de Turbigo et de Magenta, et joue un rôle décisif lors de la bataille de Solférino. Mis à la retraite en 1869, il est élu la même année comme candidat officiel de Napoléon III au Corps législatif dans la 1re circonscription des Côtes-du-Nord.
Toutefois, après la débâcle de Sedan, le Gouvernement de la Défense nationale le réintègre dans les cadres de l'armée et lui confie bientôt le commandement du 15e corps d'armée stationné à Nantes, premier noyau de l’Armée de la Loire. Le gouvernement lui ordonne de marcher sur Orléans, qu'il atteint le 6 octobre 1870, mais ses troupes sont battues à Artenay par le corps du général bavarois von der Thann. La Motte-Rouge doit évacuer Orléans le 11 octobre ; il est immédiatement destitué et remplacé par le général d'Aurelles de Paladine.

## Décorations
| Grand-croix de la Légion d'honneur      | « Grand-croix » (chevalier de 1re classe) de l’ordre de Saint-Stanislas | Grand officier de l’ordre des Saints-Maurice-et-Lazare | « Grand officier » de l’ordre du Médjidié |
| Chevalier commandeur de l'ordre du Bain |                                                                         |                                                        |                                           |

- Légion d'honneur[2] :
  - Grand officier (17 juin 1859), puis,
  - Grand-croix de la Légion d'honneur (11 octobre 1873).
- « Grand-croix » (chevalier de 1re classe) de l’ordre de Saint-Stanislas (Empire russe)[3] ;
- Grand officier de l’ordre des Saints-Maurice-et-Lazare (royaume d'Italie)[3] ;
- « Grand officier » de l’ordre du Médjidié (Empire ottoman)[3] ;
- Chevalier-commandeur de l’ordre du Bain (Grande-Bretagne)[3]

## Hommage, honneurs, mentions
- Le pont Général-de-la-Motte-Rouge (Nantes), lui doit son nom, ainsi que l'arrêt de la ligne 2 du tramway attenant.
- Une plaque commémorative honore sa mémoire sur la façade extérieure de la maison située au 1 rue de la motte rouge à Pléneuf-Val-André : Ici est né en 1804 le général d'armée de la Motte Rouge - S'illustra en Italie et en 1870 - + Hénansal 1883.

## Famille
La famille de La Motte, ou de La Motte-Rouge, est originaire de Hénansal, dans l'actuel département des Côtes-d'Armor.
Elle serait issue de la branche de Montafilan, de la Maison de Dinan, que l'on retrouve dans les chartes en 1232 et 1304. Le fief de Montafilan, situé dans le Penthièvre, étendait sa puissance féodale sur les paroisses de La Bouillie, Erquy, Hénan-Bihen, Hénansal, Lamballe, Planguenoual, Pléhérel, Pléneuf, Plurien, Quintenic et Saint-Aaron. La famille de La Motte est donc une famille ancienne et d'origine médiévale. Elle remonte à Rolland de la Motte, un des chevaliers du baillage de Penthièvre, qui figure à l'ost du Duc de Penthièvre en 1294. Elle possédait les seigneuries de la Motte-Rouge, en Hénansal, Montmuran en Ille-et-Vilaine et de la Chesnelaye, en Trans. Elle comparait à toutes les montres et réformations de 1441 à 1535 dans les paroisses d'Hénansal et de Plurien. Lors de la réformation de 1669, elle fait preuve de huit générations de noblesse et sera déclaré d'ancienne extraction. Cette famille fut particulièrement implantée à Plurien.
Joseph-Édouard est le fils de Joseph-Marie de La Motte de La Motte-Rouge (1770-1848), chef de bataillon dans la Garde des rois Louis XVIII et Charles X, chevalier de la Légion d'honneur, et d'Agathe-Julie de La Motte de La Guyomarais, (1771-1833).
Il épouse le 18 octobre 1840 Clémentine Pocquet de Livonnière (1812-1900), mais est resté sans descendant. Ses neveux ont en revanche une nombreuse postérité.